# Duško Šojlev
Duško Šojlev (Skoplje, Makedonija 1930. - Zagreb 2003.) akademski slikar, komunikolog, novinar i grafički stručnjak. 

## Životopis
Rođen je u Skoplju, Makedonija, 1930. godine. 1954. godine diplomira na zagrebačkoj Akademiji likovnih umjetnosti. Kao slikar bio je zaokupljen kolažima, a naslikao je i više ciklusa u tehnici ulja, među kojima i veće formate: "Oplakivanje", "Pečalbari", "Samo moj vrt", "Vode i magle", "Masline sa značenjem"...

Ilustrirao je za brojne novine među kojima i za Večernji list za koji je autorski potpisao ciklus od pedesetak ilustracija novela.

Cijeli je život djelovao i kao novinar, oblikovao je knjige i tjednike, napisao više monografija te bio neumorni animator kulture koji nije pravio razliku između većih i manjih sredina te elitističkih i neelitističkih djelatnosti.

Bavio se i pedagoškom djelatnošću te je dobitnik androgoške nagrade "Dr. Albert Bazala".

## Vanjske poveznice
- Akademija likovnih umjetnosti Sveučilišta u Zagrebu
- Večernji list: IN MEMORIAM